# Reattore nucleare CIRENE
CIRENE è stata una filiera di reattori nucleari ad acqua pesante bollente di concezione e realizzazione italiana ispirata all'esperienza nucleare canadese, ed è acronimo delle parole CISE REattore a NEbbia, in quanto sviluppata dal CISE (Centro Informazioni Studi ed Esperienze) di Segrate, inizialmente centro di ricerca finanziato da varie società private (Edison, Montecatini, SADE ed altre), in seguito controllato dall'Enel.

## Descrizione
Pur avendo una filosofia di progetto differente, parte dello sviluppo si è basato sulle ricerche effettuate col reattore sperimentale RB1 sito a Montecuccolino.
La scelta dell'acqua pesante, che è un moderatore meno efficace dell'acqua leggera, ma con un minore coefficiente di assorbimento neutronico, migliorando così l'economia neutronica, consente l'utilizzo di uranio cosiddetto naturale, ovvero non arricchito come è necessario per i più diffusi reattori BWR e PWR che usano acqua leggera come moderatore e quindi necessitano di una concentrazione di isotopo {\displaystyle {\ce {^{235}U}}} intorno al 3% (uranio arricchito).
Ciò poneva assai meno problemi a paesi come Italia e Canada, dove la tecnologia per l'arricchimento dell'uranio era al di là delle capacità sia tecnologiche indigene che quelle economiche, mentre quella della distillazione dell'acqua pesante più facilmente raggiungibile; benché i trattati di pace della fine della Seconda Guerra Mondiale e, successivamente, il Trattato di non proliferazione nucleare non escludessero aprioristicamente la tecnologia dell'arricchimento dell'uranio, il mercato che si era creato, comunque molto limitato negli offerenti, ne disincentivava profondamente lo sviluppo autonomo. Il CIRENE comunque differiva sostanzialmente dal progetto canadese che era di tipo pressurizzato, invece che ad acqua bollente.
Lo studio della filiera CIRENE è stato abbandonato a seguito dei referendum abrogativi del 1987. Il prototipo, di piccola potenza con appena 130 MW di potenza termica e circa 40 MW elettrici , era in avanzato stato di costruzione (praticamente ultimato a parte la macchina per il carico e lo scarico del combustibile ) e giace tuttora inutilizzato a Latina, sebbene alcuni sistemi siano stati alienati nel corso degli anni '90 e 2000, inclusa la riserva di acqua pesante presente in un deposito del sito (materiale "strategico" sottoposto a controllo internazionale).
Il difetto principale di questo reattore era l'assenza di un sistema di compensazione spontanea della reattività a seguito di una  evaporazione del moderatore, difetto simile alla (comunque molto diversa) filiera degli RBMK, a cui apparteneva la centrale di Chernobyl. L'utilizzo di una miscela bifasica acqua-vapore come refrigerante permetteva, teoricamente, di attenuare questa mancata autoregolazione, grazie anche a sistemi di controllo creati allo scopo. Studi effettuati sul reattore di Gentilly confermarono comunque queste difficoltà e vennero interrotte altre prove. Il reattore svedese di Marviken, di una filiera simile al CIRENE, venne completamente costruito, ma non venne mai avviato.
Riferimento, almeno inizialmente, per tale progetto era il professor Mario Silvestri  del Politecnico di Milano.